# Kościół ewangelicko-augsburski w Kownie
Kościół ewangelicko-augsburski w Kownie – świątynia luterańska znajdująca się w Kownie przy ul. Pergales 3, opodal zabytkowego zespołu konsystorskiego przy ul. Celnej 6 i 8/5.
Świątynia w stanie surowym była gotowa w 1683 roku, do końca XVII stulecia wykończono detal architektoniczny i wnętrze. W latach 1860–62 dokonano jej przebudowy, dobudowując m.in. inspirowaną neogotykiem wieżę. Kościół służył kowieńskim luteranom zarówno w czasach carskich, jak i niepodległej Litwie. W 1953 roku świątynię zamknięto i opieczętowano - w latach osiemdziesiątych po dwuletnim remoncie przekazano ją Uniwersytetowi Wileńskiemu.
Elementem godnym uwagi we wnętrzu zboru jest barokowy drewniany ołtarz z 1692 roku. Obok kościoła znajduje się zabytkowy zespół zabudowań konsystorza ewangelicko-augsburskiego.
Proboszczem kowieńskiej parafii luterańskiej jest obecnie Almutas Dravininkas.